# HD58552
HD58552 — хімічно пекулярна зоря спектрального класу A0, що має видиму зоряну величину в смузі V приблизно  6,4.
Вона  розташована на відстані близько 315,7 світлових років від Сонця.

## Фізичні характеристики
Зоря HD58552 обертається 
порівняно повільно 
навколо своєї осі. Проєкція її екваторіальної швидкості на промінь зору становить  Vsin(i)= 16км/сек.